# Franjo Marija od Križa Jordan
Franjo Marija od Križa Jordan (njem. Franziskus Maria vom Kreuze Jordan, rodnim imenom Johann Baptist Jordan; Gurtweil, Baden-Württemberg, 16. lipnja 1848. – Tafers, 8. rujna 1918.), rimokatolički svećenik, osnivač Družbe božanskog Spasitelja (lat. Societas Divini Salvatoris, tzv. salvatorijanaca) i Družbe sestara božanskog Spasitelja te blaženik Katoličke Crkve.

## Životopis
Franjo Marija od Križa Jordan rođen je u Gurtweilu u okrugu Waldshut na granici između Njemačke i Švicarske. Zaređen je za svećenika 1878. te je otišao u Rim na studije orijentalnih jezika. Pastoralno je djelovao po Bliskom istoku, a nakon povratka u Rim osnovao je zajednicu redovnika i laika.
Kardinal Angelo De Donatis, generalni vikar rimske biskupije, proglasio ga je blaženim 15. svibnja 2021. u bazilici sv. Ivana Lateranskog.

## Čudo
Mladi brazilski bračni par, koji je 2014. godine u Jundiaiu očekivao prinovu u obitelji, nekoliko je liječnika i stručnjaka obavijestilo da će njihovo dijete bolovati od neizlječive bolesti kostiju (koštane displazije). Kao članovi skupine laičkih salvatorijanaca, roditelji su tada počeli moliti za zagovor i pomoć časnoga Božjega sluge Franje Jordana te su pozvali i ostale članove salvatorijanske zajednice da im se u molitvama pridruže. Dana 8. rujna 2014., na godišnjicu smrti oca Franje Jordana, rodilo im se potpuno zdravo dijete. Nakon uspješno završenih potrebnih kanonskih postupaka, papa Franjo je to čudesno ozdravljenje proglasio Božjim djelom po zagovoru oca Franje Jordana.

## Vanjske poveznice

### Sestrinski projekti
|  | Zajednički poslužitelj ima još gradiva o temi Franjo Marija od Križa Jordan |

### Mrežna mjesta
- Laudato.hr – Postani velik pred Bogom
- (njem.) Pater Franziskus Jordan
- (njem.) Joachim Schäfer: Franziskus Maria vom Kreuz Jordan, u: Ökumenisches Heiligenlexikon